# Donald Swanson
Donald F. Swanson (geboren 1927) ist ein amerikanischer Manager. Er war letzter Chairman of the Board der Bahngesellschaft Soo Line Railroad.

## Leben
Donald F. Swanson erhielt seinen Abschluss an der University of Minnesota.
Ab 1949 arbeitete er für General Mills. Zunächst war er Verkäufer in der Lebensmittelabteilung. In der Folgezeit arbeitete er sich im Unternehmen empor. 1964 war er dort Marketingdirektor. 1965 wurde er Vizepräsident und Generalmanager des Lebensmittelabteilung. Ab 1968 war er Vizepräsident für den Bereich Consumer Foods, Fashion Venture, sowie Marketing, Transport und Verkauf.
1969 wurde er leitender Vizepräsident für den Bereich „Handarbeiten, Spiele, Spielzeug, Bekleidung, Internationales und Transport“ und Mitglied des Unternehmensvorstandes. In dieser neuen Abteilung wurden die ab Mitte der 1969er erfolgten Erwerbungen im Bereich Spielzeug und Spiele (Rainbow Crafts, Kenner, Parker Brothers, Palitoy, Miro Company) gebündelt. Später kam noch das Direkt-Marketing dazu.
Von 1977 bis 1979 war er Chief Financial Officer von General Mills. Ab 1980 übernahm er wieder leitend die Restaurant-Gruppe und den gesamten Nicht-Lebensmittel-Bereich und war ab 1982 Vize-Chairman.
Zum 1. Januar 1985 legte er diese Tätigkeiten nieder. Nach seinem Ausscheiden wurde die Bereiche, die Swanson zuletzt leitete, von General Mills verkauft.
1977 wurde er in den Aufsichtsrat der Soo Line Railroad gewählt. Vom August 1989 bis Ende April 1992 war er der letzte Chairman of the Board der Soo Line Railroad. Während dieser Zeit vertrat er vor allem die Interessen der Anteilseigner bei der Übernahme der Bahngesellschaft durch die Canadian Pacific Railway.
Daneben saß er im Aufsichtsrat von Josen Inc. (Hersteller von Jahrbüchern) und der First National Bank of Minneapolis.
Donald F. Swanson ist verheiratet und hat drei Kinder.